# Eugenia Florescu
Eugenia Florescu (n. 2 aprilie 1938) a fost o opozantă a regimului comunist.

## Biografie
Eugenia Florescu s-a născut la 2 aprilie 1938 în Zimnicea. După absolvirea liceului,  s-a înscris la Facultatea de Științe Juridice a Universității București. Când era studentă în anul II, a participat la mișcările revendicative ale studenților din București în 1956 (vezi Mișcările studențești din București din 1956). A fost printre organizatorii manifestației care urma să aibă loc în Piața Universității în ziua de 5 noiembrie 1956. A fost arestată în noiembrie 1956, fiind anchetată de locotenent colonel Constantin Popescu, căpitan Gheorghe Enoiu, locotenent major Iosif Moldovan, locotenent major Vasile Dumitrescu, locotenent major Gheorghe Vasile, locotenent major Constantin Oprea și locotenent Nicolae Urucu. A fost judecată în lotul „Mitroi”, iar prin sentința Nr. 534 din 19 aprilie 1957 a Tribunalului Militar București a fost condamnată la 2 ani închisoare corecțională. A fost eliberată în baza Decretului Nr. 42 al Marii Adunări Naționale.
După eliberare, s-a înscris la Institutul de Artă Teatrală și Cinematografică „Ion Luca Caragiale” din București, secția regie de teatru, unde a lucrat apoi ca șef de lucrări.